# Фонда (Ајова)
Фонда (енгл. Fonda) град је у америчкој савезној држави Ајова. По попису становништва из 2010. у њему је живело 631 становника.

## Демографија
Према попису становништва из 2010. у граду је живело 631 становника, што је -17 (-2.6%) становника више него 2000. године.
| Група             | 2000.       | 2010.       |
| Белци             | 628 (96,9%) | 563 (89,2%) |
| Афроамериканци    | 2 (0,3%)    | 3 (0,5%)    |
| Азијати           | 0 (0,0%)    | 2 (0,3%)    |
| Хиспаноамериканци | 11 (1,7%)   | 55 (8,7%)   |
| Укупно            | 648         | 631         |